# Patí Alcodiam Salesià

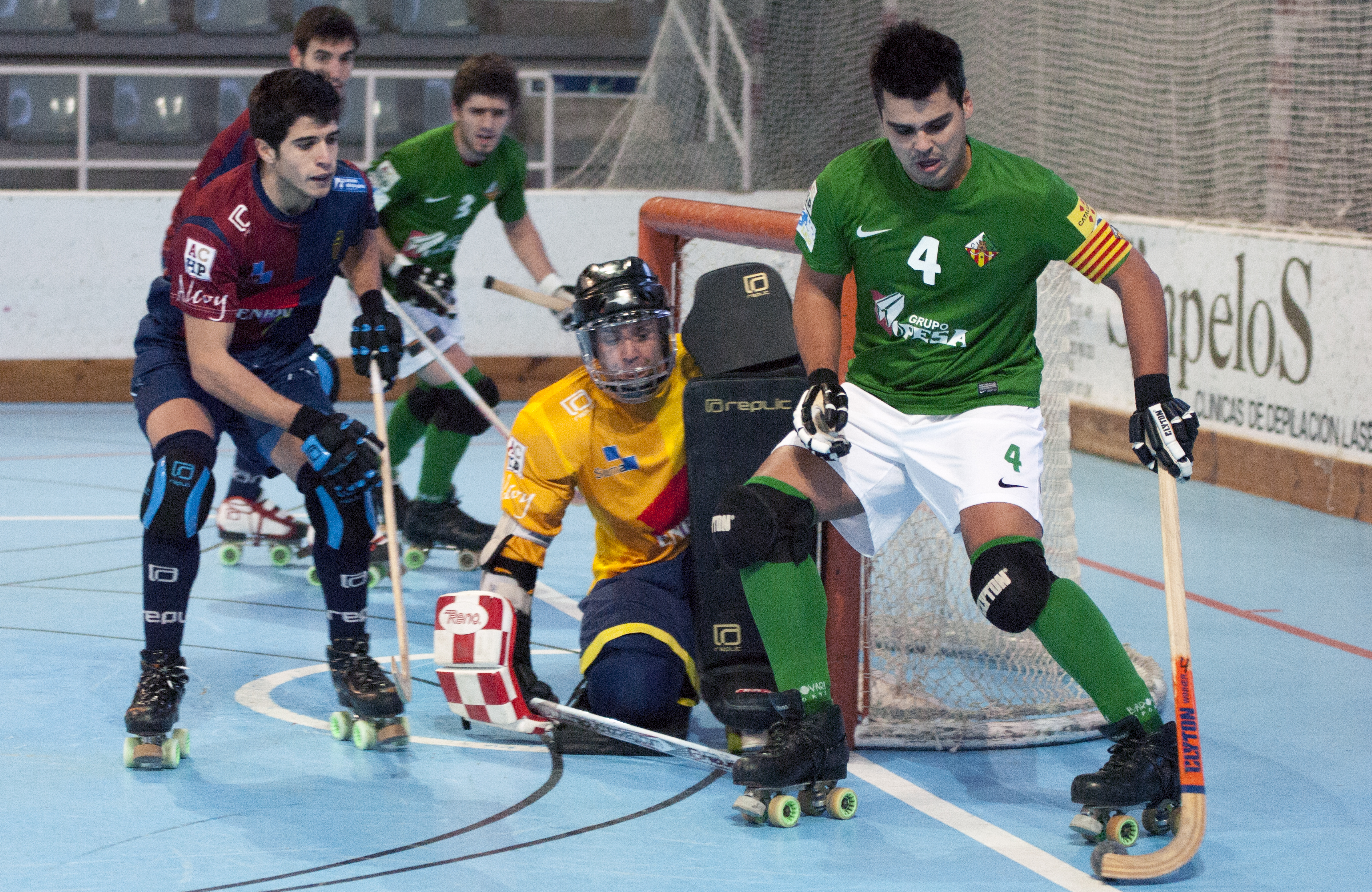
Partit del PAS contra el CP Vilanova.

El Patí Alcodiam Salesià, més conegut com a PAS Alcoi, és un club esportiu d'Alcoi dedicat a la pràctica esportiva de l'hoquei sobre patins. L'equip d'hoquei patins forma part de l'OK Lliga.
Es va fundar l'any 1951 i tres anys més tard es va convertir en secció del Real Alcodiam Deportivo, un dels clubs de futbol d'Alcoi. L'any 1957 es va fusionar amb l'equip del Col·legi Salesià i des d'aleshores s'anomena Patí Alcodiam Salesià.
El primer ascens a la Primera Divisió Nacional va ser l'any 1974.
El club ha acollit la fase final de la Copa del Rei em diverses ocasions, concretament els anys 1976, 1982 i 2007.
A nivell europeu, la temporada 2009-10 l'equip va disputar per primera vegada la Copa de la CERS. Per altra banda, la temporada 2024-25 va arribar a la final a 4 de la primera edició de la WSE Trophy, disputada a Follonica, on aconsegueix alçar-se amb el títol, derrotant a la US Coutras a la final.

## Jugadors destacats
- Raül Marín
- Sergi Miras[6]

## Palmarès
- 1 WSE Trophy: 2025